# Anomális mágneses momentum
Az anomális mágneses momentum a Dirac-elméletbeli és a valóságos g-faktor értéke közötti eltérés. A Dirac-elmélet (előjeltől eltekintve) kerek 2 értéket ad az elektron és a müon esetén is. A maradék a kvantum-elektrodinamika segítségével számítható igen nagy egyezésben a kísérletekben mért értékekkel.
A müon esetén az eltérést a g-2 kísérlet mérte először pontosan.

## A g-2 kísérlet
A kísérlet vázlata (ábra angol szöveggel) 